# Eddie Edwards (Musiker)

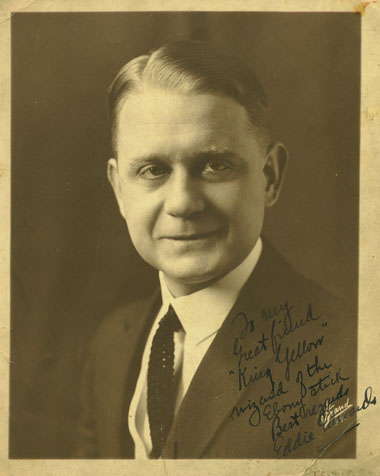
Eddie Edwards; 1921

Edwin Branford „Eddie“ Edwards (* 22. Mai 1891 in New Orleans; † 9. April 1963 in New York City) war ein amerikanischer Posaunist des Oldtime Jazz.

## Leben und Wirken
Edwards, Sohn eines Kaufmanns, lernte Violine und Posaune. Er spielte zunächst in Kinoorchestern und Theatern sowie in Braun’s Naval and Military Band. 1914 trat er mit Ernest Giardina auf, bevor er Mitglied der Ragtime-Band von Papa Jack Laine wurde. 1916 ging er mit Alcide Nunez und Johnny Stein nach Chicago, wo er mit Nick LaRocca die Original Dixieland Jass Band gründete. Er war an deren ersten Erfolgen und Aufnahmen beteiligt, bevor er im Sommer 1918 zum Wehrdienst eingezogen wurde. Im Anschluss daran stellte er 1919 eine Band zusammen, zu der Sharkey Bonano und Johnny Stein gehörten. Dann spielte er bei Jimmy Durante und wieder in der Original Dixieland Jazzband. Er leitete eigene Orchester (The Southerners, Silver Slipper Orchestra). 1943 und 1944 ging er mit Catherine Dunham auf Tournee und war zuletzt mit seinem Sextett in New York tätig.